# Saratowka (obwód orenburski)
Saratowka (ros. Саратовка) – wieś (sieło) w Rosji, w obwodzie orenburskim, w rejonie sol-ileckim. W 2010 liczyła 1078 mieszkańców.